# Daisuke Inoue
Daisuke Inoue (japonsky 井上 大佑, Daisuke Inoue; 10. května 1940) je japonský podnikatel, známý jako vynálezce karaoke.
Byl jmenován  časopisem Time jako jeden z „Nejvlivnějších asiatů století“ v roce 1999. V roce 2004 mu byla udělena Ig Nobelova cena za mír a v roce 2005 byl předmětem japonského životopisného filmu Karaoke.

## Právní spory
I když Inoue tvrdí, že jako první vynalezl karaoke v roce 1971, odmítl si tehdy podat patent. Roberto del Rosario si však v 80. letech 20. století patent podal. Na jejich základě Del Rosario vyhrál žalobu u Světové organizace duševního vlastnictví (WIPO) proti Inouovi o platnosti autorských práv ke karaoke.